# Карадере (река)
Карадере (тур. Karadere) — река, впадающая в Чёрное море в 20 милях к востоку от Трабзона, в городке Аргаклы, ил Трабзон, Турция. В древние времена была известна как Хыссос или Хуссус. Длина реки 56 километров, исток — на северных склонах горы Визвиз хребта Трабзон.